# Бремгартенское кладбище
Бремгартенское кладбище (нем. Bremgartenfriedhof) — второе по площади кладбище Берна, находится к западу от центра города и представляет собой парковую зону в густонаселённом городском районе.
Бремгартенское кладбище открылось 1 января 1865 года взамен кладбища Монбижу. В исторической части кладбища имеются воинские захоронения, как перешедших границу французов в Франко-прусскую войну, так и интернированных французов, поляков и бельгийцев времён Первой и Второй мировых войн. Крематорий был построен в 1908 году. В 1999 году на Бремгартенском кладбище была выделена территория для мусульманских захоронений.